# Мілінські
Miliński – шляхетський герб, підвид герба Наленч.

## Опис герба
В червоному полі зображення срібної круглої зав'язаної внизу пов'язки. У клейноді п'ять пір'їн павича між двома оленячими рогами. Клейнод червоний, підбитий сріблом.

## Найбільш ранні згадки
Пчать Доброгоста Мілінського з 1570 року.

## Роди
Мілінські.